# Galiota
|  | Si cerqueu altres usos, vegeu Galiot. |

La galiota era una galera petita de relativa gran velocitat i bones condicions evolutives, de rem i vela com la galera ordinària, d'ús gairebé exclusiu a la Mediterrània i molt emprada per la Marina Catalana.

## Edat mitjana
Les galiotes eren molt semblants a les galeres, encara que més petites. Les menors tenien generalment disset bancs, no passant de vint-i-tres les més grans. Solien portar un pal major (arbre mestre) sense trinquet ni cap altre i una sola coberta sense castell per la defensa, sent vaixells molt ràpids i àgils en el mar.
Constaven normalment de setze o vint rems per banda i tan sols un home en cadascun. Per la seua defensa solien portar foc grec, que utilitzaven gràcies a les seves condicions de bona marxa i govern. El seu aparell es reduïa a una sola vela llatina, encara que n'hi havia algunes, que n'arboraven dues, cadascuna en un arbre.
No obstant això, a Barbaria, construïen galiotes grans com les galeres i molt semblants a aquestes en tot la resta però amb algunes diferències en l'aparell - bàsicament aparellaven un únic arbre, a diferència de les galiotes cristianes - per lliurar-se els patrons de servir en guerra al sultà quan els cridava, doncs eren obligacions que pesaven normalment sobre les galeres. Algunes galiotes van arribar a tenir veritable importància, com les de l'emperador romà d'Orient Joan Paleòleg, que tenien 120 peus d'eslora, 23 rems per banda i 200 homes de tripulació

## Època moderna

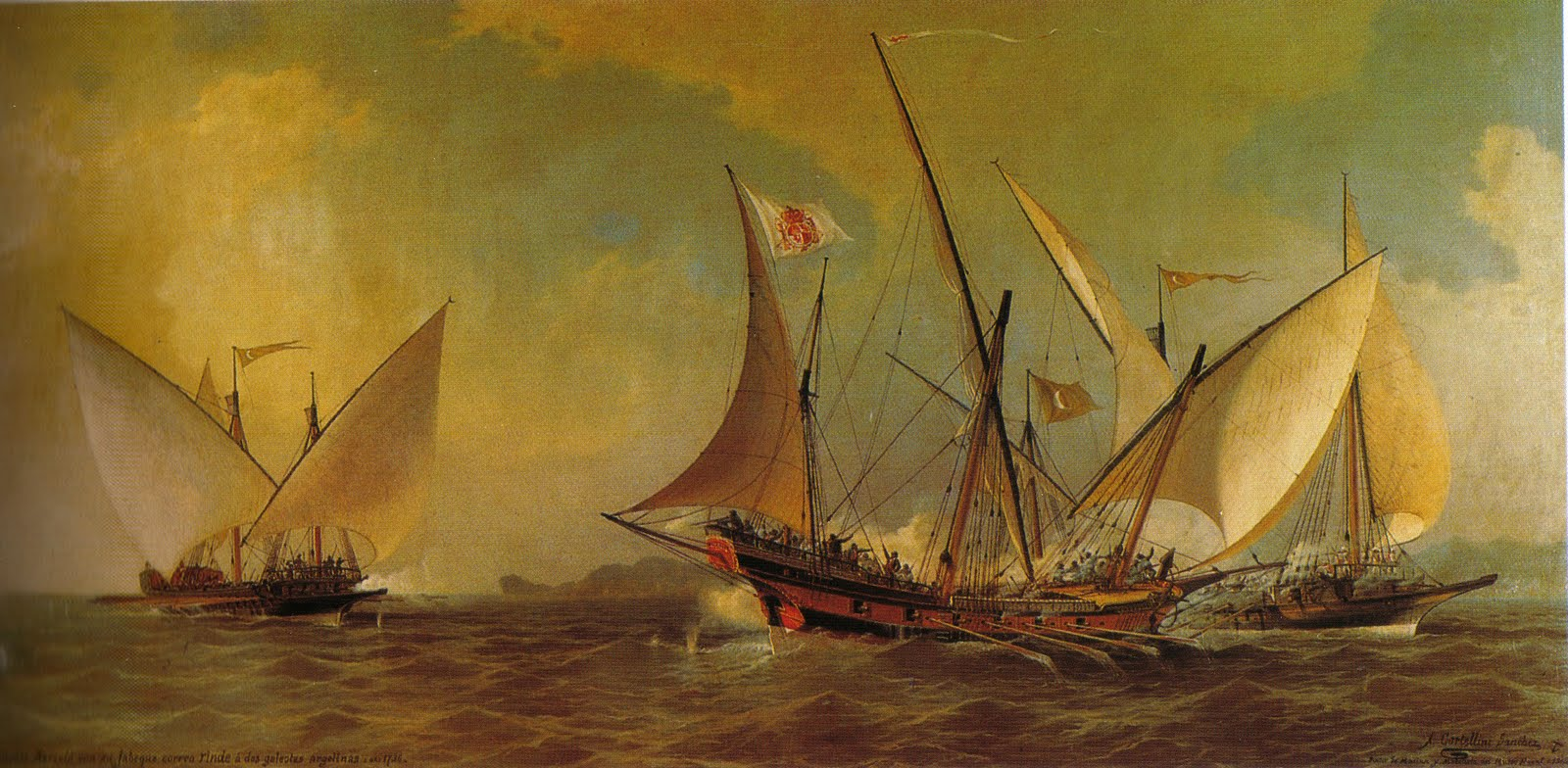
El xabec d'en Barceló lluitant contra dues galiotes argelines

A partir del segle xvii quan l'època de les galeres va decaure, se'n va construir una nova varietat amb dos mastelers, que també portava el nom de galiota, molt emprada pels corsaris. Com a naus de guerra duien entre dos i deu canons de petit calibre, i entre 50 i 150 homes. Les Províncies Unides utilitzaven galiotes de dos pals amb un desplaçament d'entre 50 i 300 tones i estabilitzadors laterals, per comerciar amb Alemanya. A França en el regnat de Luis XIV, l'oficial de marina Chateuarenaut va idear unes embarcacions que va anomenar «galiotes á bombes», que llançaven aquestes amb grans morters., eren de la mida de les corbetes i tenien dos pals. A Espanya rebien el nom de "galiotas bombardas". Tenien dos o tres pals amb les corresponents veles.

## Documents
- 1243. Privilegi acordat a la vila de València: “…Jure vel ocasione naufragii a navibus et butis, galeis taridis, galiotis, sagitiis et quibuslibet aliis barchis et lignis quocumque nomine nominentur…”[9][10]
- 1273. Lleny equiparat a galiota.[11]
- 1371. Galiota del comte d'Empúries de 22 bancs.[12]

| «                            | …Aquesta galiota, de vintidós banchs, era al port de Roses, y lo Comte d'Ampuries, per encàrrech del Primogènit, la fa bé armar, adobar y aparellar per tots los mestres qu'ha poguts trobar... | » |
| — Johan d'Aragó. Pàgina 105. | |   |

- 1380. Capacitat d'una galiota grega.[8]

| « | …En el año 1380 una galera y dos galeotas que tenia el emperador Juan Paleólogo en Gálata, la primera con trescientos hombres, y cada una de las otras con ciento y dos, salieron en demanda de una galera genovesa que cruzaba entonces en el estrecho... | » |
| — Historia general del Reino de Mallorca: Mit Tafeln in Steindruck, Volum 2, Juan B. Dameto.Pàgina 772. | |   |

- 1384. Dues galiotes de moros.[13]
- 1403. Galiota armada a l'Alguer, segons carta del rei Martí l'humà.[14]

| «                             | Lo Rey. — Promens. Vostra letra havem reebuda e responem vos que havem haut e havem sobira desplaer d aço que. segons nos havets fet saber, ha fet en la ribera de Jenova contra jenoveses una galiota qui s es armada en l'Alguer. E per tal que n sia fet degut castich e sia proyehit que d aqui avant semblants mals no sien fets. nos hi havem fetes aquelles bones provisions que semblant acte requer, per manera que als malfeytors no defalra deguda pena e semblants fets no s faran d aqui anant ; e de fet farem fer per los governador de la dita vila del Alguer e capita de Longosardo, les seguretats que deuen fer per observado de la pau feta entre nos e jenoveses, e de fet farem reintegrar tot co e quant ha pres de jenoveses la dita galiota. Dada en lo loch d Altura sots nostre segell secret a XXI1I dies de juny del any M.CCCC.III. Rex Martinus. — Dirigitur consiliariis Barchinone. — Dominus Rex mandavit mihi Guillelmo Poneü. | » |
| — Carta del rei Martí l'Humà. | |   |

- 1413. Una galiota de moros captura una barca al cap de Llobregat.[15]
- 1413. Armada una galiota de 24 bancs a València per a fer el cors contra moros.[16]
- 1423. “…una galiota de 24 banchs…”[17]
- 1423. Una altra galiota de 24 bancs.[18]
- 1432.[19]
- 1439.[20]

| «                                                                   | ...et quandam Galiotam pronunch insula Maioricarum existentem vocatam Sancta Maria viginti trium scannorum sive banchs nostras cum omnibus velis, anchoris, remis, timonis, fornimentis et aliis xarciis et rebus ad navigandum... | » |
| — Antigua marina catalana (p. 1-123). Francisco de Bofarull y Sans. | |   |

- 1440. Galiota de 17 a 20 bancs.
- 1450. Contracte de Perpinyà per a una galiota de 20 bancs.
- 1472. Una galiota de 22 bancs.[21]
- 1546. Pedro de La Gasca va encarregar al capità català Vendrell la construcció d'una galiota a l'illa de Les perles: “Galeota de veynte y dos remos”.[22]

| «                                                                                   | …Y paresciendole, que seria cosa conviniente, para cosas que en la costa del Perú, se podían offrescer, llevar algún navio de remo (que se entendió, podría andar en la mar del Sur, aunque fuesse engolfándose) embio á las Yslas de las Perlas donde avia buena madera, al Capitán Vendrel Catalán, persona que tenia experiencia de galeras, con officiales dellas, y herreros con dos fraguas, á hazer una Galeota de veynte y dos remos, y le encargó mucho la brevedad… | » |
| — Coleccion de documentos literarios del Parú. Manuel de Odriozola. Pàgina 851/987. | |   |

- 1605. Galiota de 15 bancs: “… dissapte en la nit prengué en terra una galiota de quinze banchs…”
- 1614. Pantero Pantera. Armata navale.